# Língua omágua
O omágua ou cambeba é uma língua tupi-guarani, pertencente ao tronco tupi. É falada pelos omáguas (cambebas) do Peru e Brasil.